# Vice-presidente eleito dos Estados Unidos
Nos Estados Unidos, o vice-presidente eleito é o candidato que venceu a eleição para o cargo de vice-presidente dos Estados Unidos em uma eleição presidencial dos Estados Unidos, mas está aguardando a posse para assumir o cargo. Não há nenhuma indicação explícita na Constituição dos EUA sobre quando essa pessoa realmente se torna vice-presidente eleito, embora a Vigésima Emenda use o termo "vice-presidente eleito", dando assim ao termo justificativa constitucional. O termo corresponde ao termo "presidente eleito dos Estados Unidos", usado para aqueles eleitos presidente dos Estados Unidos para o mesmo período entre sua eleição e posse. Vice-presidentes em exercício que foram reeleitos para um segundo mandato geralmente não são chamados de vice-presidentes eleitos, pois já estão no cargo e não estão esperando para se tornar vice-presidentes.
O título não se aplica no caso de reeleição, quando o presidente já se encontra no cargo.

Bandeira vice-presidencial dos Estados Unidos.

Selo do Vice-presidente dos Estados Unidos

Se o vice-presidente eleito falecer ou renunciar antes da reunião do Colégio Eleitoral em dezembro, o Comitê Nacional do partido vencedor, em consulta com o presidente eleito, escolherá um substituto para receber os votos eleitorais do candidato a vice-presidente, como da mesma maneira, aconteceria se o ex-candidato a vice-presidente indicado tivesse se tornado o presidente eleito devido à morte do aparente vencedor. Assumindo o número necessário de eleitores, que concordarem a votar no candidato substituto, essa pessoa tornar-se-ia o vice-presidente eleito. Se tal vaga ocorresse após os votos eleitorais tivessem sido contados nos estados, a maioria das autoridades afirma que nenhum substituto seria escolhido e o novo presidente (após a posse) indicaria um vice-presidente, de acordo com o disposto na Vigésima Quinta Emenda à Constituição.
Antes da ratificação da 25ª Emenda em 1967, a Constituição não continha nenhuma disposição para o preenchimento de uma vaga assim na vice-presidência. Como resultado, quando um ocorria (e aconteceu 16 vezes), o cargo ficava vago até ser preenchido na próxima eleição e posse. Desde 1967, a vice-presidência ficou vaga duas vezes, e um sucessor foi nomeado a cada vez para preencher a vaga de acordo com a 25ª Emenda. A primeira instância foi em 1973, quando Gerald Ford foi nomeado pelo presidente Richard Nixon para suceder Spiro Agnew , que havia renunciado. A segunda foi em 1974, quando Ford, que havia assumido a presidência após a renúncia de Nixon, nomeou Nelson Rockefeller para sucedê-lo. Durante ambas as vagas, o nomeado foi chamado de vice-presidente designado, em vez de vice-presidente eleito, pois nenhum deles havia sido eleito para o cargo.